# Losar de la Vera
Losar de la Vera è un comune spagnolo di 3 070 abitanti situato nella comunità autonoma dell'Estremadura.